# Liam Hemsworth
Liam Hemsworth, född 13 januari 1990 i Melbourne, är en australisk skådespelare. Han är bland annat känd för sin roll som Josh Taylor i såpoperan Grannar och som Gale Hawthorne i The Hunger Games.

## Biografi
Hemsworth föddes 1990 i Melbourne, Australien. När han gick i årskurs åtta flyttade han och hans familj till Phillip Island, som är en liten badort. Hemsworth säger att han tillbringade mycket tid med att surfa med sina bröder. Efter att han gått ut skolan arbetade han som golvläggare i sex månader.
Hemsworth har två äldre bröder, Chris och Luke Hemsworth, som också är skådespelare. Under 2009 flyttade han till USA för att fortsätta sin karriär där. Han och hans bror Chris bodde först i ett gästhem hos Chris Hemsworth agent William Ward innan de hyrde sin egen lägenhet i Los Angeles. 
Under nästan tio år hade Hemsworth av och till ett förhållande med den amerikanska sångaren Miley Cyrus. Den 23 december 2018 gifte sig paret vid en privat ceremoni i parets hus i Tennessee. Paret ansökte om skilsmässa 2019 vilken fullbordades i januari 2020.

## Skådespelarkarriär
Liam Hemsworth började allvarligt överväga att bli skådespelare i High school. Han anlitade en agent och inledde sin skådespelarkarriär på australisk tv. Den 8 juli 2007 började Hemsworth filma avsnitt för australiska Grannar, en såpopera som hans bröder tidigare hade haft huvudroller i. Hans rollfigur Josh Taylor var en återkommande karaktär från 2007 till 2008. I showen var Josh en idrottsman som inledde ett förhållande med karaktären Bridget Parker, som blivit förlamad i halva kroppen i en bilolycka. År 2008 medverkade han i barn-tv-programmet The Elephant Princess, som "Marcuses", som var en attraktiv gitarrist i ett band. Hemsworth har även haft roller i TV-serierna Satisfaction, Home and Away, McLeods döttrar och har medverkat i filmerna Knowing och Triangle.
År 2009 valdes Hemsworth att agera motspelare mot Sylvester Stallone i Stallones film The Expendables, men hans karaktär skrevs ur manus. Kenneth Branagh bad honom sedan provspela för huvudrollen i filmen Thor (2011). Hemsworth flyttade till USA i april för att provspela, men rollen gick till hans bror Chris. Senare samma vecka meddelade Disney att han hade fått rollen som Will Blakelee i The Last Song(2010), en dramafilm som bygger på Nicholas Sparks roman med samma namn. Han spelar pojkvän till Miley Cyrus rollgestalt Ronnie Miller i filmen. Hemsworth hade bara varit i Los Angeles i tre veckor och hade ännu inte hittat en agent när han fick rollen. Han dök senare upp i Miley Cyrus musikvideo för låten When I Look At You som spelades in den 16 augusti 2009.
Under 2011 spelade han huvudpersonen Katniss Everdeens bästa vän Gale Hawthorne i filmen The Hunger Games som hade premiär på bio våren 2012.

## Filmografi
| Film | Film                                  | Film            | Film  |
| År   | Film                                  | Roll            | Noter |
| ---- | ------------------------------------- | --------------- | ----- |
| 2009 | Knowing                               | Spencer         |       |
| 2009 | Triangle                              | Victor          |       |
| 2010 | The Last Song                         | Will Blakelee   |       |
| 2012 | The Hunger Games                      | Gale Hawthorne  |       |
| 2012 | The Expendables 2                     | Timmons         |       |
| 2013 | Paranoia                              | Adam Cassidy    |       |
| 2013 | Empire State                          | Chris Potamitis |       |
| 2013 | The Hunger Games: Catching Fire       | Gale Hawthorne  |       |
| 2013 | Love and Honor                        | Mickey Wright   |       |
| 2014 | Cut Bank                              | Dwayne McLaren  |       |
| 2014 | The Hunger Games: Mockingjay – Part 1 | Gale Hawthorne  |       |
| 2015 | The Hunger Games: Mockingjay – Part 2 | Gale Hawthorne  |       |
| 2015 | By Way of Helena                      | David Kingston  |       |
| 2015 | The Dressmaker                        | Ted McSwiney    |       |
| 2016 | Independence Day: Återkomsten         | Jake Morrison   |       |
| 2019 | Isn't It Romantic                     | Blake           |       |
| 2019 | Killerman                             | Moe             |       |
| 2021 | Extration                             | Jonny Sins      |       |

| Television | Television        | Television  | Television |
| År         | Titel             | Roll        | Noter      |
| ---------- | ----------------- | ----------- | ---------- |
| 2007       | Home and Away     | Kim Hyde    |            |
| 2007       | McLeods döttrar   | Damo        |            |
| 2007-2008  | Grannar           | Josh Taylor |            |
| 2008-2009  | Elefantprinsessan | Marcus      | Biroll     |
| 2009       | Satisfaction      | Marc        |            |